# Tournefeuille
Tournefeuille is een gemeente in het Franse departement Haute-Garonne (regio Occitanie). De gemeente telde 29.724 inwoners op 1 januari 2022. De plaats maakt deel uit van het arrondissement Toulouse.
De gemeente is voor het grootste deel verstedelijkt. Er is een oud dorpscentrum met daarrond nieuwbouwwijken met voornamelijk laagbouw. Veel inwoners pendelen naar Toulouse of Colomiers al heeft Tournefeuille zelf ook een bedrijventerrein.

## Geschiedenis
Tournefeuille was in de middeleeuwen een heerlijkheid en onder koning Lodewijk XIV werd het een markizaat. Tijdens het ancien régime werd de gemeente bestuurd door jaarlijks verkozen consuls. In 1770 werd begonnen met de bouw van de nieuwe dorpskerk. Tournefeuille ontwikkelde zich als lintdorp langsheen de weg naar Toulouse.
Vanaf de jaren 1960 werd Tournefeuille een voorstad van Toulouse.

## Geografie
De oppervlakte van Tournefeuille bedroeg op 1 januari 2022 18,17 vierkante kilometer; de bevolkingsdichtheid was toen 1.635,9 inwoners per km². De Touch stroomt door de gemeente.
De onderstaande kaart toont de ligging van Tournefeuille met de belangrijkste infrastructuur en aangrenzende gemeenten.

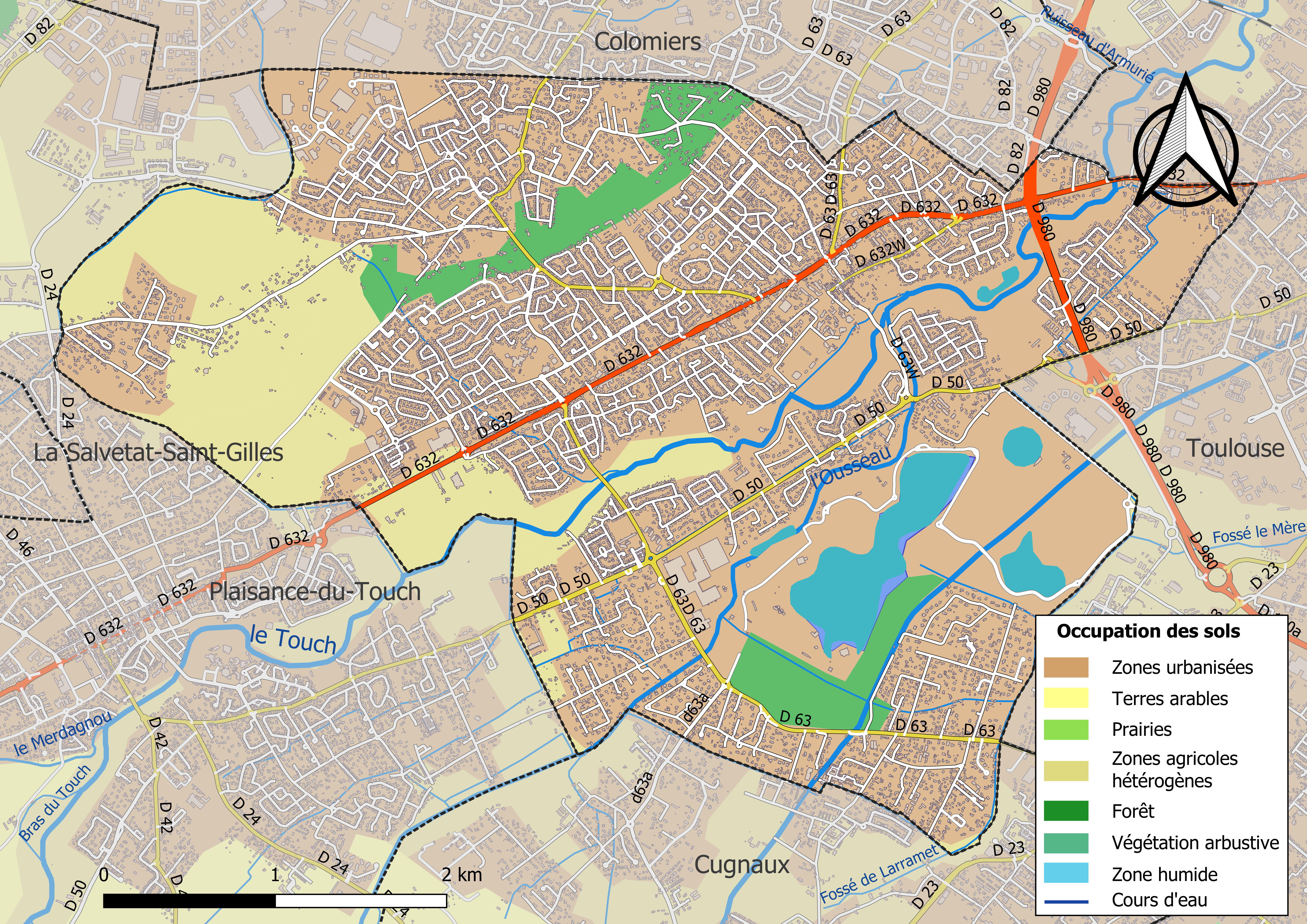

## Demografie
De figuur toont het verloop van het inwonertal (bron: INSEE-tellingen).